# Tělovýchovná jednota Sparta ČKD Praha 1965-1966
Questa voce raccoglie le informazioni riguardanti il Tělovýchovná jednota Sparta ČKD Praha nelle competizioni ufficiali della stagione 1965-1966.

## Stagione
In questa stagione lo Sparta Praga arriva al secondo posto in campionato dietro il Dukla Praga e davanti allo Slavia Praga (arrivate tutte e 3 a 33 punti) ma nn riesce a raggiungere la finale di coppa cecoslovacca
Partecipa alla Coppa dei Campioni: elimina gli svizzeri del Losanna (0-4) e i polacchi del Górnik Zabrze (5-1) raggiungendo i quarti di finale dove vengono sconfitti dai serbi del Partizan (4-6).

## Calciomercato
Nel gennaio del 1966 il difensore Vladimír Táborský si trasferisce al Dukla Praga.

## Rosa
| N. |                           | Ruolo | Calciatore        |
| -- | ------------------------- | ----- | ----------------- |
|    | Cecoslovacchia (bandiera) | P     | Antonin Kramerius |
|    | Cecoslovacchia (bandiera) | D     | Václav Migas      |
|    | Cecoslovacchia (bandiera) | C     | Václav Vrana      |
|    | Cecoslovacchia (bandiera) | C     | Pavel Dyba        |
|    | Cecoslovacchia (bandiera) | C     | Andrej Kvašňák    |

| N. |                           | Ruolo | Calciatore      |
| -- | ------------------------- | ----- | --------------- |
|    | Cecoslovacchia (bandiera) | C     | Bohumil Veselý  |
|    | Cecoslovacchia (bandiera) | A     | Tomáš Pospíchal |
|    | Cecoslovacchia (bandiera) | A     | Václav Mašek    |
|    | Cecoslovacchia (bandiera) | A     | Ivan Mráz       |